# Université de technologie de Chine
L’Université de technologie de Chine (chinois traditionnel : 中國科技大學 ; chinois simplifié : 中国科技大学) a été créée en 1965, dans le district de Wenshan à Taipei (Taïwan).